# 法里德·艾哈迈德
法里德·艾哈迈德（Fareed Ahmad，1989年4月28日—），巴基斯坦男子曲棍球運動員，亦為巴基斯坦国家男子曲棍球队成員。

## 簡歷
2010年11月，法里德·艾哈迈德代表巴基斯坦出戰廣州亞運會，參加曲棍球比賽，奪得金牌。